# Johann von Kalb

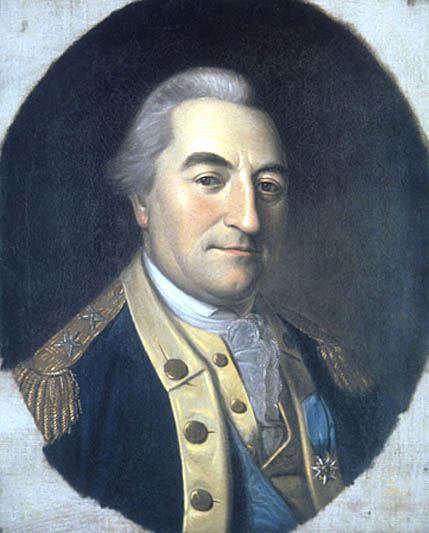
Johann von Kalb,
Porträt von Charles Willson Peale

Johann von Kalb, französisch Jean de Kalb, in Amerika vornehmlich De Kalb und Baron de Kalb (* 29. Juni 1721 in Hüttendorf, Fürstentum Bayreuth; † 19. August 1780 in Camden, South Carolina nach einer Verwundung) war ein deutsch-amerikanischer General während der Amerikanischen Revolution.

## Familie
Kalb wurde als Sohn des Bauern Johann Leonhard Kalb geboren, seine Mutter war Margarethe Seiz verwitwete Putz aus Eschenbach. Seine Brüder Georg und Andreas wurden ebenfalls Bauern. Er heiratete 1764 in Paris Anna Elisabeth Emilie van Robais (* 30. Oktober 1748; † 20. November 1785), Tochter des Tuchfabrikanten Pierre van Robais und der Suzanne Gastebois. Das Paar hatte eine Tochter und zwei Söhne, die französische Offiziere wurden.
- Frédéric (Regiment Salm-Salm)  (1765–1793)
- Anne Marie Caroline (1767–1829) ⚭ Jean-Luc Geymuller (1751–1799)
- Elie (1769–1835) (Régiment de Royal Deux-Ponts) ⚭ Marie Elisabeth Charlotte „Elise“ Signard d’Ouffieres (1768–?)

## Leben
Kalb ging 1737 als Kellner in die Fremde. 1743 wurde er Leutnant im französisch-deutschen Régiment de Lowendahl, avancierte 1747 zum Capitaine, 1756 zum Major und nahm am Siebenjährigen Krieg teil. Hier hielt er sich im Korps des Herzogs von Broglie auf. Er half unter anderem, den Rückzug bei Roßbach zu decken und zeichnete sich in der Schlacht bei Bergen aus. 1761 wurde er Generalquartiermeisteradjutant bei der Armee des Oberrheins.
Auf Empfehlung Choiseuls ging er 1767 und 1768 nach Nordamerika, um die Stimmung der dortigen kolonialen Bevölkerung gegenüber dem Mutterland Großbritannien zu erforschen. 1777, kurz nach Ausbruch der Amerikanischen Revolution, ging er gemeinsam mit Lafayette wieder nach Nordamerika. Im Dezember 1779 übertrug ihm George Washington den Oberbefehl über die Divisionen von Maryland und Delaware, um die Stadt Charleston zu decken. Die Stadt war jedoch schon vor seiner Ankunft am 12. Mai 1780 gefallen, Kalb zog sich deshalb nach Süden zurück und nahm am 16. August unter Gates an der von ihm abgelehnten und auch unglücklich verlaufenen Schlacht von Camden teil. In dieser Schlacht wurde Kalb tödlich verwundet und starb am 19. August 1780 in Camden.
Johann Kalb war Mitglied im Bund der Freimaurer in einer sog. Feldloge. Freimaurerische Offiziere trugen ihn vom Schlachtfeld. Sein militärischer Gegner General Charles Cornwallis ließ ihn mit maurerischen Ehren begraben.

## Ehrungen
- Ein Denkmal wurde 1825 im Beisein des Marquis de La Fayette und den Freimaurern von Camden eingeweiht.
- In den USA wurden mehrere Städte, Countys, Plätze und Straßen nach ihm benannt.
- In Erlangen wurde 1955 die Johann-Kalb-Straße nach ihm benannt.
- In München ist in der ehemaligen Wohnanlage der amerikanischen Streitkräfte am Perlacher Forst 17. Stadtbezirk Obergiesing der „General-Kalb-Weg“ nach ihm benannt.
- In Annapolis ist ihm zu Ehren ein Denkmal im Garten des Maryland State House errichtet worden
- In Fürth wurde eine amerikanische Wohnsiedlung mit 1234 Wohnungen und einem Schulzentrum nach ihm benannt („Kalb-Siedlung“).
- Der Reichspostdampfer Prinz Eitel Friedrich des Norddeutschen Lloyd wurde 1917 beschlagnahmt, zum Truppentransporter umgerüstet und in USS DeKalb umbenannt. Er wurde beim 1. US-Truppentransport im 1. Weltkrieg eingesetzt.

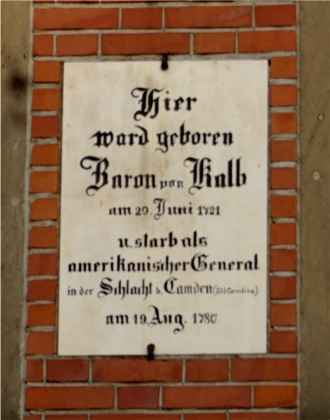
Gedenktafel in Johann von Kalbs Geburtsort Hüttendorf
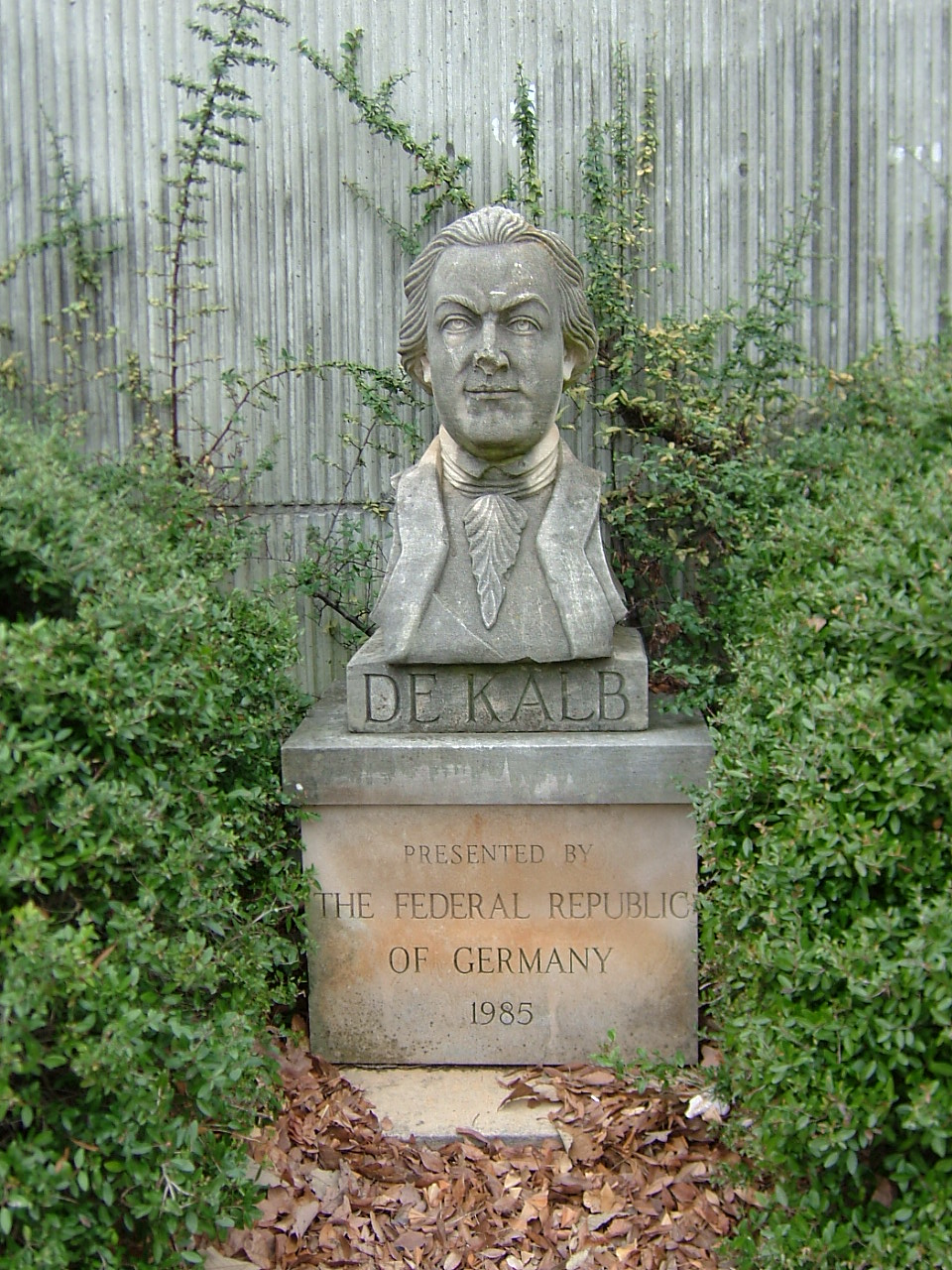
De-Kalb-Büste in Decatur (Georgia)
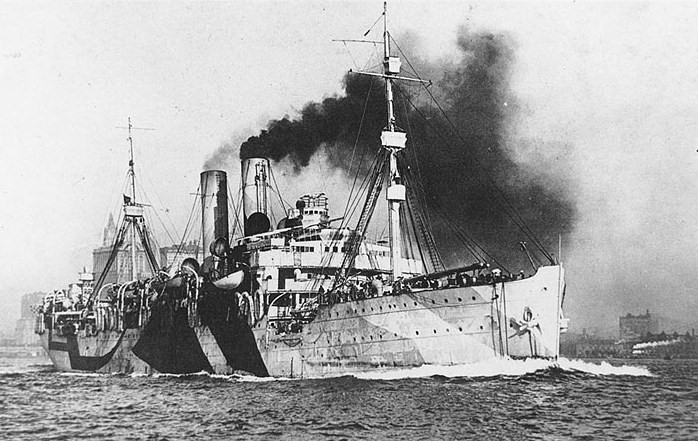
USS DeKalb 1917 im Einsatz